# Ferrovia di Louriçal
La ferrovia di Louriçal (in portoghese Ramal do Louriçal è una breve ferrovia del Portogallo a scartamento iberico, elettrificata, che collega due complessi industriali per la produzione di pasta di legno e carta (Celbi e Portucel), nella zona costiera di Leirosa, alla stazione di Louriçal (nel comune di Pombal, al km 174+600 della Ferrovia dell'Ovest).

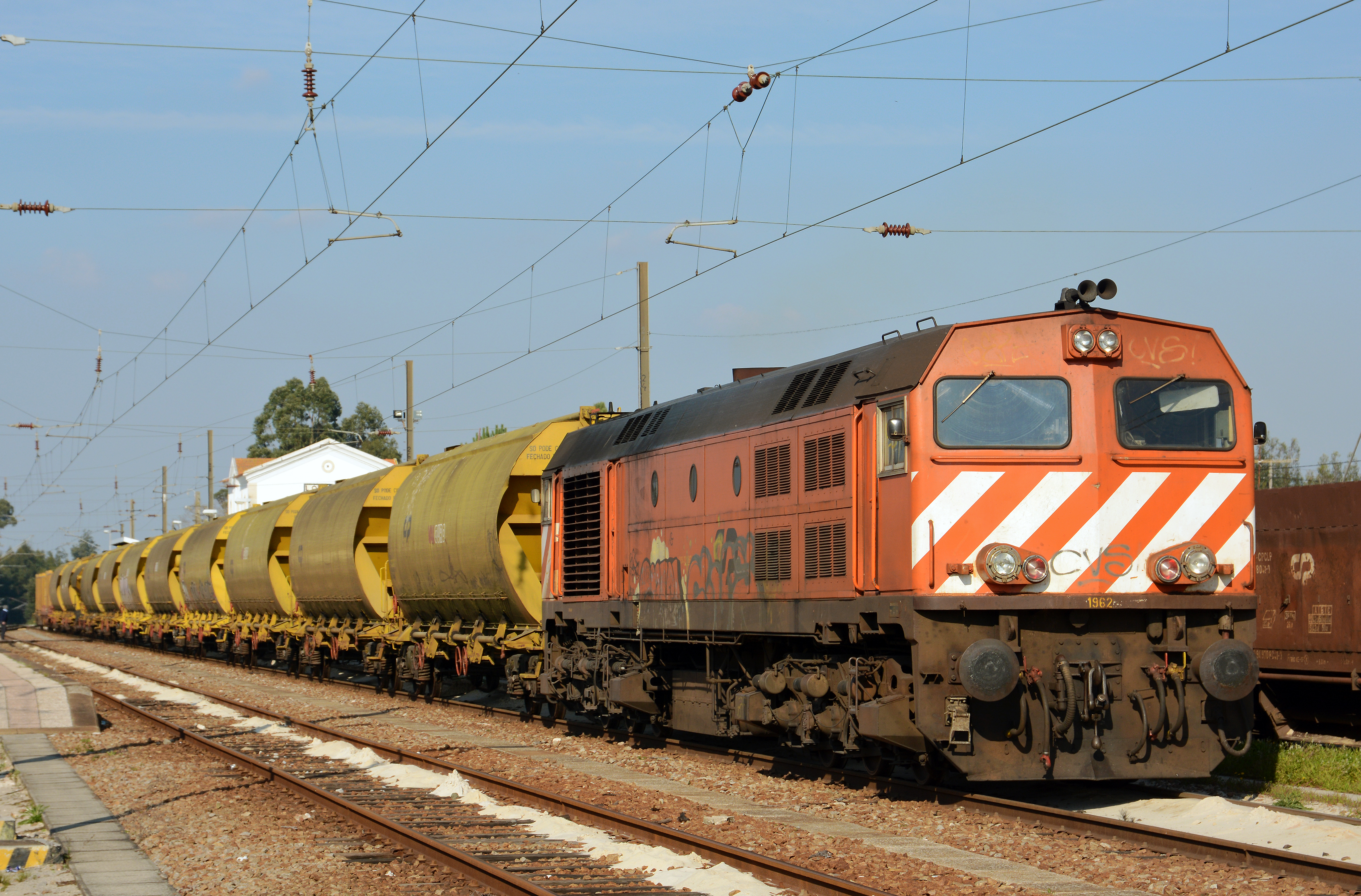
Treno merci in sosta nella stazione di Louriçal

La linea, della lunghezza di circa 7 km, espleta solo servizio merci; è gestita da REFER. Fu aperta all'esercizio nel 1993..
|  | Unknown route-map component "STR+l" | Unknown route-map component "CONTfq" |

|  | Station on track |

| Unknown route-map component "CONTgq" | Unknown route-map component "ABZgr" |  |

|  | Straight track |

| Unknown route-map component "KRW+l" | Unknown route-map component "KRWlr" | Unknown route-map component "KRW+r" |

| Straight track |  | Non-passenger end station |

| Non-passenger end station |